# Подстола (Лодзинське воєводство)
Подстола (пол. Podstoła) — село в Польщі, у гміні Дружбиці Белхатовського повіту Лодзинського воєводства.
Населення — 270 осіб (2011).
У 1975—1998 роках село належало до Пйотрковського воєводства.

## Демографія
Демографічна структура станом на 31 березня 2011 року:
|          | Загалом | Допрацездатний вік | Працездатний вік | Постпрацездатний вік |
| -------- | ------- | ------------------ | ---------------- | -------------------- |
| Чоловіки | 125     | 24                 | 90               | 11                   |
| Жінки    | 145     | 31                 | 80               | 34                   |
| Разом    | 270     | 55                 | 170              | 45                   |